# Walter Laufer

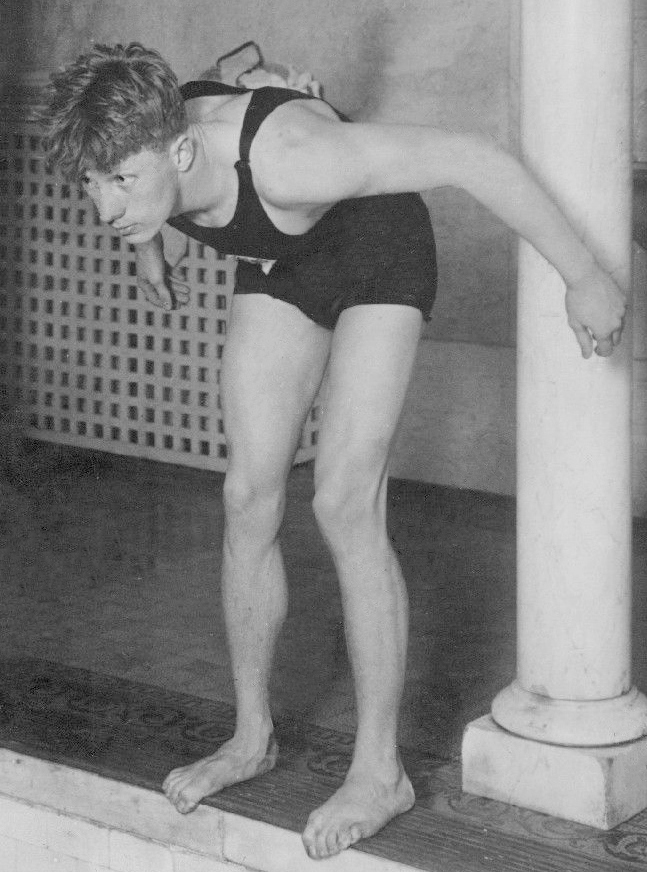
Walter Laufer (1926)

Walter Laufer (* 15. Juli 1906 in Cincinnati, Ohio; † 16. Juli 1984 in Midland, Texas) war ein Schwimmer aus den Vereinigten Staaten. Er gewann 1928 je eine olympische Gold- und Silbermedaille.

## Karriere
Walter Laufer schwamm zunächst für den YMCA in seiner Heimatstadt Cincinnati. Seine stärkste Saison hatte er im Jahr 1926. Bei den Mannschaftsmeisterschaften der Amateur Athletic Union sammelte er allein mehr Punkte als alle anderen Teams, so dass er sein YMCA-Team praktisch im Alleingang zum Mannschaftsmeister machte, wobei er unter anderem Johnny Weissmüller bezwang. Anschließend nahm Laufer an einer Europatournee der US-Schwimmnationalmannschaft teil, bei der in 23 Tagen 21 Rennen bestritt, von denen er lediglich ein Rennen verlor. Im Rahmen dieser Europatournee stellte Laufer einen Weltrekord über 100 Meter Rücken auf und drei Weltrekorde über 200 Meter Rücken.
Bei den Olympischen Spielen 1928 in Amsterdam fand zunächst der Wettbewerb im 100-Meter-Rückenschwimmen statt. Es siegte George Kojac in neuer Weltrekordzeit vor Walter Laufer und Paul Wyatt, alle drei Medaillen gingen somit an Schwimmer aus den Vereinigten Staaten. Auch über 100 Meter Freistil erreichten mit Weissmüller, Kojac und Laufer alle drei Schwimmer aus den Vereinigten Staaten das Finale. Während Weissmüller die Goldmedaille erschwamm, belegten Kojac und Laufer den vierten und fünften Platz. Die 4-mal-200-Meter-Freistilstaffel der Vereinigten Staaten schwamm in der Besetzung Paul Samson, Austin Clapp, David Young und Johnny Weissmüller bereits im Vorlauf Weltrekord in 9:38,8 Minuten. Im Finale siegten Austin Clapp, Walter Laufer, George Kojac und Johnny Weissmüller vor den Staffeln aus Japan und aus Kanada und verbesserten dabei den Weltrekord noch einmal auf 9:36,2 Minuten. Nach den damals gültigen Regeln erhielten nur die im Finale eingesetzten Staffelteilnehmer Medaillen.
Walter Laufer war nach seiner Zeit beim YMCA in Cincinnati für den Chicago Lakeshore Athletic Club aktiv. 1973 wurde er in die International Swimming Hall of Fame (ISHOF) aufgenommen.